# Elena Martín Calvo
Elena Martín Calvo (Alicante, 3 de septiembre de 1964) es una humorista y actriz española, integrante del dúo Las Virtudes.

## Biografía
Aunque nació en Alicante, a los días se traslada a vivir a Madrid, donde desde 1980 inicia su carrera artística, en principio en el campo de la danza moderna pero también dando sus primeros pasos en el mundo de la interpretación.
Su padre es el, ya fallecido, meteorólogo Eugenio Martín Rubio, hombre del Tiempo en TVE desde finales de la década de 1960 hasta el año 1980.
Tras conocer a Soledad Mallol durante la obra La Orestiada, ambas forman en 1986 el dúo humorístico Las Virtudes, que les abre las puertas de televisión y teatro y las convierte en personajes muy populares en España. Tras un breve paréntesis, ambas volvieron a unir sus carreras desde 2005.
Su experiencia profesional es de bailarina, profesora de danza, actriz, humorista y presentadora. También es experta universitaria en Inteligencia Emocional, máster internacional en coaching educativo y máster en comunicación no verbal. 
Imparte cursos y conferencias sobre bienestar subjetivo y comunicación. 
Ha escrito en solitario dos libros: ¿Qué hay de bueno? Claves para una vida más alegre, de la editorial Granica (2008) y Disfruta en escena y olvida tus miedos, de la editorial Desclée de Brouwer (2020)

## Trabajos en televisión como actriz, presentadora o colaboradora
- Serie De tal Paco tal astilla junto a Paco Rabal y Pere Ponce para TVE.
- Serie Café con leche junto a José Luis López Vázquez y Santiago Ramos para TVE.
- Serie Mis adorables vecinos (Colaboración)
- Serie Farmacia de guardia    (Colaboración)
- Serie Escenas de matrimonio T5 (Colaboración) 2008
- Serie Hospital Central (Colaboración)
- ¿Pero esto qué es? TVE1
- Noche de fiesta. TVE1
- VIP Noche. T5
- Hola, Rafaella TVE1
- Mira quién viene esta noche. Canal Sur
- El burladero. TVE1
- Cosas que importan. TVE2
- Gala TP de Oro
- Gala FAO 2004
- VII Premios ATV
- Noche, Noche. Antena 3
- Feliz 2006... Pásalo. TVE1
- Risas y estrellas. TVE1
- Póker de damas. Antena 3
- Con T de tarde. 13TV
- Qué tiempo tan feliz. T5
- Pasapalabra. T5
- Arriba ese ánimo. TVE1
- El pueblo más divertido. TVE1
- Virtudes y Defectos. Cablemel TV
- Sopa de Gansos. Cuatro
- Pasapalabra. Antena 3

## Cine
- Miss Caribe.  Dirección de Fernando Colomo.
- Escuela de seducción.  Dirección de Javier Balaguer.
- Clara no es nombre de mujer.  Dirección de Paco Carbajo.
- La teta que os falta. Cortometraje dirigido por César Ríos. Galardonado con numerosos premios nacionales e internacionales, y declarado el corto más visto en el año 2014.

## Teatro
- La Orestiada. Dirección de Manuel Canseco
- La dama boba.  Dirección de Jaroslav Bielsky
- Calypso.  Dirección de Ángel Roger
- Vamos a contar mentiras.  Dirección de Mara Recatero
- La puta crisis. Dirección de María Graciani
- Las novias de Travolta.  Dirección de Josu Ormaetxe
- El Hotelito. Dirección de Mara Recatero
- Resofocos. Dirección de Juan Luis Iborra.

## Espectáculos de Virtudes
- El amor pinta ojeras
- Virtudes en la selva
- Érase una vez... Virtudes
- Coge el liguero y corre
- Virtudes virtuales
- Virtudes... el regreso
- 25 Años de Virtudes… y algún vicio

## Programas de televisión presentados e interpretados por Virtudes
- Ni a tontas ni a locas.  La 2
- Cuentos Interruptus. Antena 3  (Especial de Navidad de Virtudes)
- Burbujas.  Antena 3
- Flipping con el zapping. TM
- Va de vicio.  TM
- Un millón de gracias. A3
- Sorpresas te da la vida. TM
- Que no decaiga. Antena 3

## Trabajos en radio y en publicidad
- Biomanán
- Betiko
- Supermercados Madrid
- Liptonice
- Punto Radio
- Corporación Ibérica
- Antena 3 Radio (Antonio Herrero)
- RNE 1 (Nieves Herrero)
- RNE 3
- COPE                                                                                                                                          * Campaña Todos contra el fuego
- Radio Círculo de Bellas Artes
- Radio Vinilo FM

Ha coescrito dos libros como Virtudes: Rímel y Castigo (Ediciones Temas de Hoy, Madrid, 1992) y Un suponer, de qué hablamos las mujeres (Belacqua, Barcelona 2004).

## Discos
VIRTUDES: Virtudes. Elígeme Discos.

## Comunicación y bienestar subjetivo
Creadora del método Comunicar con naturalidad. 
Creadora del curso en línea Pierde el miedo a hablar en público.  
Creadora del formato Monólogos Didácticos.  
Experta en lenguaje no verbal y paraverbal. 
Team coach. 
Asesora de comunicación. 
Conferenciante. 
Formadora de recursos para hablar en público en la Policía Nacional de España y en diversas empresas e instituciones nacionales y multinacionales. 
Formadora en Inteligencia Emocional en IES, instituciones y empresas líderes españolas y multinacionales. 
EFT; Mindfulness; técnicas de relajación y respiración; Neuro oratoria; PNL. 
Tras una extensa y ecléctica formación, imparte cursos y conferencias sobre habilidades emocionales desde el año 1999. Crea técnicas propias, como la Dinámica Yuzu® y la Alegrología®  
Diseña y desarrolla espectáculos, espacios y formatos para programas de radio y televisión con contenidos humanos. 
Es experta universitaria en Inteligencia Emocional, máster en comunicación no verbal y máster internacional en coaching educativo.  
En los últimos años, se ha especializado en enseñar a hablar en público  e imparte cursos para mejorar la experiencia de comunicación.